# Most Popiołów
Most Popiołów (tyt. oryg. Bridge of Ashesl) – powieść fantastycznonaukowa amerykańskiego pisarza Rogera Zelazny’ego. Powieść ukazała się w 1976 r., polskie wydanie, w tłumaczeniu Filipa Grzegorzewskiego, wydało „Wydawnictwo Alkazar” w 1994 r.
Powieść opisuje historię młodego telepaty „Dennis-a Guise” i jego problemy. Pojawia się też wątek ekoteroryzmu. Powieść dotyczy rozwoju cywilizacji, jej wpływu na człowieka i środowisko oraz wpływu człowieka na cywilizację, oraz tego kto za tym wszystkim stoi.